# Tufanganj
Tufanganj è una suddivisione dell'India, classificata come municipality, di 19.293 abitanti, situata nel distretto di Cooch Behar, nello stato federato del Bengala Occidentale. In base al numero di abitanti la città rientra nella classe IV (da 10.000 a 19.999 persone).

## Geografia fisica
La città è situata a 26° 19' 0 N e 89° 40' 0 E e ha un'altitudine di 69 m s.l.m..

## Società

### Evoluzione demografica
Al censimento del 2001 la popolazione di Tufanganj assommava a 19.293 persone, delle quali 9.797 maschi e 9.496 femmine. I bambini di età inferiore o uguale ai sei anni assommavano a 1.831, dei quali 943 maschi e 888 femmine. Infine, coloro che erano in grado di saper almeno leggere e scrivere erano 15.818, dei quali 8.462 maschi e 7.356 femmine.